# NGC 87
NGC 87 là một thiên hà bất thường có rào cản rất phức tạp, vô tổ chức, nó là một phần của Bộ tứ Robert, một nhóm gồm bốn thiên hà tương tác.